# Своя людина
Сво́я люди́на (англ. The Insider) — фільм 1999 року, в якому розповідається історія, що раніше висвітлювалася телепрограмою «60 хвилин» про працівника тютюнової компанії, котрий вирішив розповісти світові правду про загрозливу дію нікотину та видати таємницю цих компаній, котрі додавали до власних цигарок спеціальні речовини, котрі викликали швидке звикання до нікотину. Фільм знятий на основі подій, що мали місце у США.

## Створення фільму
Майкл Манн знав усі подробиці подій (оскільки був добре знайомий з Берґманом), хоча й стверджував, що намагався дотримуватися не букви, а духу цієї історії. Захопливо розповідаючи про таємні механізми великого бізнесу, режисер водночас переконливо розкрив тему особистої відповідальності та вибору людини. Зрештою і Вайгенд, і Берґман були задоволені тим, що побачили на екрані. Фільм став помітною подією кіносезону 1999 р. та висувався на премію Кіноакадемії у 7 номінаціях. Аль Пачино, котрий зіграв Берґмана після річної перерви у роботі, продемонстрував свої найкращі акторські якості. Однак справжнім сюрпризом виявилась гра Кроу. Манн несподівано запросив на роль 50-річного Вайгенда 32-річного новозеландця, який був змушений швидко набирати вагу і вчитися ходити як літній чоловік. Зовнішню неподібність на героя скандалу актор намагався компенсувати детальним дослідженням його характеру, особисто спілкувався з цією людиною, вивчаючи нюанси поведінки, жести, інтонації науковця. Кроу зміг вразити усіх автентичністю та інтенсивністю екранного існування свого персонажа, отримавши приз Асоціації радіо- і телекритиків США та номінації на «Золотий глобус» і «Оскар».

## Сюжет
В основу сюжету картини покладено гучний скандал, який стався у США у 1995 р. навколо відомої програми новин «60 хвилин». Джеффрі Вайгенд, науковий співробітник могутньої тютюнової корпорації, мав розповісти в інтерв'ю про шкідливий вплив її продукції. Проте, попри зусилля продюсера Ловелла Берґмана, шоу було зняте з ефіру.

## Акторський склад
- Аль Пачино — Ловелл Берґман, журналіст
- Рассел Кроу — доктор Джеффрі Вайгенд
- Крістофер Пламмер — Майк Воллес, журналіст
- Даян Венора — Ліан Вайгенд
- Філіп Бейкер Голл[en] — Дон Г'юїтт, тележурналіст
- Ліндсі Краус[en] — Шерон Тіллер
- Дебі Мейзар — Деббі Де Лука
- Рене Олстед[en] — Дебора Вайгенд
- Геллі Айзенберг[en] — Барбара Вайгенд
- Стівен Тоболовськи[en] — Ерік Кластер
- Колм Фіоре — Річард Скраґз
- Брюс Макгілл — Рон Мотлі
- Джина Гершон — Гелен Капереллі
- Майкл Гембон — Томас Сендефур, генеральний директор «B&W»
- Ріп Торн — Джон Скенлон
- Кліфф Кертіс — шейх Фадл-алла
- Гері Сенді[en] — адвокат Томаса Сендефура
- Роджер Барт[en] — менеджер готелю «Seelbach»

### Камео
- Джек Палладіно — приватний детектив, адвокат із Сан-Франциско
- Майкл Мур — американський адвокат, політик, генеральний прокурор штату Міссісіпі (1988—2004)